# Jules-Georges Bondoux
Pour les articles homonymes, voir Bondoux.
Jules-Georges Bondoux, né le 3 décembre 1866 à Paris où il est mort le 19 octobre 1919, est un peintre français.

## Biographie
Jules-Georges Bondoux est le fils de Jules Émile Bondoux, employé de commerce, et de Louise Bathilde Berthe Josset.
Élève de Jules Lefebvre et d'Eugène Le Roux, il expose au Salon de 1886 à 1911.
En 1893, il obtient une bourse de voyage.
En 1895, il épouse à Villeneuve-Saint-Georges Isabelle Charlotte Angélique Roger.
En 1902, il intègre la mission de Morgan, exploration de 18 mois à destination de Suse, Téhéran, Tiflis, Batoum, Constantinople….
Il meurt à son domicile à l'âge de 52 ans.

## Œuvres exposées aux Salons parisiens
- Portraits, au Salon de 1886
- Portrait de miss I. G., au Salon de 1887, aquarelle
- Grand'mère ; étude, au Salon de 1887
- Portrait de M. B., au Salon de 1888
- Portrait, au Salon de 1889
- Feu de veuve, au Salon de 1890
- Intérieur, au Salon de 1890
- Sept dessins pour l'illustration de la "Joie de vivre", de Zola, au Salon de 1890
- La servante d’auberge, au Salon de 1891
- Flirt à l’ombre, au Salon de 1892
- Retour d’exilé, au Salon de 1892
- Je suis la Résurrection et la Vie, au Salon de 1893
- Le rapt, au Salon de 1893
- Sainte Véronique, au Salon de 1895
- Portrait de M. M. D., au Salon de 1895
- La poursuite de la chimère, au Salon de 1896
- 20 juin 1792, au Salon de 1898
- Le soir des noces, au Salon de 1898
- Les Conquistadores, au Salon de 1899
- Joseph et la femme de Putiphar (Genèse, chap. XXXIX), au Salon de 1899
- Portrait de M. B., au Salon de 1900
- Albert de Luynes, au Salon de 1901
- Portrait de Mme M. C., au Salon de 1901
- La courtisane Thaïs et le moine Sérapion, au Salon de 1902
- Portrait du R. P. Scheil, au Salon de 1902
- Portrait de Mme X, au Salon de 1903
- Portrait de M. X, au Salon de 1903
- Portrait de S. E. le général Berthier-Pacha, aide de camp de S. M. I. le Sultan, au Salon de 1905
- Le poète, au Salon de 1907
- Les fanatiques persans à la fête de l'Ashowrâ, au Salon de 1908
- Entrée de la Ville de Tabriz, au Salon de 1908 (Toulouse)
- Abdallah et la belle Melliha, au Salon de 1909
- Salomé, au Salon de 1910
- À la grille du parc, au Salon de 1911